# 庆丰路站 (徐州市)
庆丰路站是徐州地铁1号线的地铁站，位于中华人民共和国江苏省徐州市云龙区和平大道与庆丰路交叉口西侧，于2019年9月28日开通。

## 车站结构
庆丰路站沿和平大道东西设置，为地下二层岛式站台车站，车站长505.12米，标准段宽19.7米，车站地下一层为站厅层，地下二层为站台层，站台设置全高站台门。车站东侧设有一条存车线。
| 地面              | 出入口 | 1、2、3、4a、4c出入口                                                                                       |
| 地下一层          | 站厅   | 客服中心、自动售票机、验票机                                                                                |
| 地下二层          | 站台   | \| \| \| █ 1号线往路窝（黄山垅） \| \| 島式 · 開左邊车门 \| \| \| \| \| \| █ 1号线往徐州东站（医科大学） \| |
|                   |        | █ 1号线往路窝（黄山垅）                                                                                     |
| 島式 · 開左邊车门 |        | |
|                   |        | █ 1号线往徐州东站（医科大学）                                                                               |

## 车站出口
庆丰路站共设5个出入口，各出口及周围设施如下所示：
| 出口编号            | 照片 | 出口指示                           | 建议前往的目的地 |
| ------------------- | ---- | ---------------------------------- | ---------------- |
| 1 · 出口 · （设有） |      | 和平大道（南侧），民祥园路（东侧） | 绿地世纪城       |
| 2 · 出口            |      | 和平大道（南侧），庆丰路（西侧）   |                  |
| 3 · 出口            |      | 和平大道（南侧），庆丰路（西侧）   | 云龙华府         |
| 4 · a · 出口        |      | 和平大道（北侧），民祥园路（东侧） | 云龙万达广场     |
| 4 · c · 出口        |      | 和平大道（北侧），民祥园路（东侧） | 云龙万达广场     |
| 图例： 设有         |      |                                    |                  |

## 接驳交通

### 公交车
- 云龙万达广场：70路，72路，72路夜，79路，97路

## 车站历史
本站工程名与正式站名均为庆丰路站，以车站东侧的庆丰路命名。
- 2019年9月28日，车站随1号线一期通车开通[1]。